# Дуглас, Чарльз, 2-й граф Селкирк
Чарльз Дуглас, 2-й граф Селкирк (урождённый лорд Чарльз Гамильтон; англ. Charles Douglas, 2nd Earl of Selkirk; 3 февраля 1663 — 13 марта 1739) — шотландский дворянин и придворный.

## Ранняя жизнь
Родился 3 февраля 1663 года. Третий сын Уильяма Гамильтона, герцога Гамильтона (ранее известного как Уильям Дуглас, граф Селкирк) (1634—1694), и Энн Гамильтон, герцогини Гамильтон (1632—1716). Старший брат — Джеймс Гамильтон, 4-й герцог Гамильтон.
В 1682 году Чарльз был отправлен с наставником во Францию, где к нему два года спустя присоединился его старший брат Джеймс, граф Арран, которого он сопровождал в армию короля Франции, осаждавшую Люксембург.

## Карьера
20 ноября 1688 года он был назначен полковником 1-го конного полка вместо своего брата Джеймса, но был отстранён в следующем месяце. Он был сторонником Славной революции 1688 года, сопровождал Вильгельма III Оранского в битве при Бойне в 1690 году и в нескольких континентальных кампаниях. В ноябре 1699 года он был назначен нести письма с соболезнованиями в связи со смертью короля Дании Кристиана V, но не поехал.
Он служил лордом опочивальни с 1689 по 1702 год у Вильгельма III и, снова, с 1714 года до своей смерти в 1739 году у Георга I и Георга II. Он был бургомистром Эдинбурга примерно в 1692 году. Он служил лордом-клерком-регистратором в 1696—1702, 1723—1739 годах. Он был лордом шотландского казначейства с 1704 по 1705 год. Он был главным шерифом графством Ланаркшир и решительно выступал против Унии между Шотландией и Англией, но был пэром-представителем Шотландии в 1713—1715, 1722—1739 годах. Он стал членом Тайного совета Великобритании в 1733 году и занимал пост губернатора Эдинбургского замка с 1737 по 1738 год.

## Пэрство
4 августа 1646 года, до женитьбы родителей, его отец получил титулы лорда Дэра и Шортклеуха и графа Селкирка, с правом наследования для его наследников мужского пола, носящих фамилию Дуглас. После их женитьбы для него был создан титул герцога Гамильтона в 1660 году по ходатайству своей матери, также получив несколько других дополнительных титулов пожизненно. Затем его отец передал лордство Дэр и графство Селкирка в руки короля, который даровал их 6 октября 1688 года младшему сыну Уильяма, Чарльзу и его четырём младшим братьям, Джону, Джорджу, Бэзилу и Арчибальду, соответственно, по мужской линии. Было условие, что если Чарльз или любой из его братьев, или наследники мужского пола их тел должны унаследовать герцогство Гамильтон, то в таком случае графство всегда должно переходить к брату, который был непосредственно младше его.
В 1693 году его родители передали ему поместья Кроуфорд Дуглас и Кроуфорд Джон. После смерти отца 18 апреля 1694 года он унаследовал титул лорда Дэра и графа Селкирка. Приняв титул, граф отказался от имени Гамильтон и вернул себе фамилию — Дуглас.

## Личная жизнь
76-летний лорд Селкирк скончался в Лондоне 13 марта 1739 года, будучи неженатым. Ему наследовал его младший брат Джон Гамильтон, 1-й граф Раглен (1664—1744) , ставший 3-м графом Селкирком. Он был похоронен 18 апреля 1739 года в склепе герцога Бекингема в часовне Генриха VII в Вестминстерском аббатстве.